# Lista siturilor arheologice din județul Ilfov - M
Lista siturilor arheologice din județul Ilfov - M conține toate siturile arheologice din județul Ilfov înscrise în Repertoriul Arheologic Național (RAN) și aflate în localități al căror nume începe cu litera M. RAN este administrat de Ministerul Culturii și Patrimoniului Național și cuprinde date științifice, cartografice, topografice, imagini și planuri, precum și orice alte informații privitoare la zonele cu potențial arheologic, studiate sau nu, încă existente sau dispărute.
Puteți căuta un sit din localitățile care încep cu litera M folosind formularul de mai jos sau puteți naviga prin toate siturile din județ la Lista siturilor arheologice din județul Ilfov.
| Cod RAN                                    | Denumire | Localitate                              | Adresă                          | Datare                                             | Descoperit | Coordonate                                              | Imagine           | Erori            |
| ------------------------------------------ | --- | --------------------------------------- | ------------------------------- | -------------------------------------------------- | ---------- | ------------------------------------------------------- | ----------------- | ---------------- |
| 179374.01.01 (Cod LMI: IF-I-s-B-15204)     | Așezarea din epoca bronzului de la Manolache / ansamblu anonim (Categorie: locuire civilă) (Tip: Așezare)                                                                   | sat Manolache, comuna Glina             |                                 |                                                    |            |                                                         | Încărcați imagine | Raportați eroare |
| 179374.02.01                               | Așezarea din epoca bronzului de la Manolache / ansamblu anonim (Categorie: locuire civilă) (Tip: Așezare)                                                                   | sat Manolache, comuna Glina             |                                 |                                                    |            |                                                         | Încărcați imagine | Raportați eroare |
| 104252.01.01                               | Așezarea daco-romană de la Moara Vlăsiei / ansamblu anonim (Categorie: locuire civilă) (Tip: Așezare)                                                                       | sat Moara Vlăsiei, comuna Moara Vlăsiei |                                 |                                                    |            |                                                         | Încărcați imagine | Raportați eroare |
| 104252.02.01                               | Situl arheologic de la Moara Vlăsiei / ansamblu anonim (Categorie: locuire civilă) (Tip: Așezare)                                                                           | sat Moara Vlăsiei, comuna Moara Vlăsiei |                                 |                                                    |            |                                                         | Încărcați imagine | Raportați eroare |
| 104252.02.02                               | Situl arheologic de la Moara Vlăsiei / ansamblu anonim (Categorie: locuire civilă) (Tip: Așezare)                                                                           | sat Moara Vlăsiei, comuna Moara Vlăsiei |                                 | geto-dacică                                        |            |                                                         | Încărcați imagine | Raportați eroare |
| 179418.03.01 (Cod LMI: IF-I-m-B-15206.08)  | Situl arheologic de la Măgurele-pe malul drept al Ciorogârlei / ansamblu anonim (Categorie: locuire civilă) (Tip: Așezare)                                                  | oraș Măgurele                           | pe malul drept al Ciorogârlei   |                                                    |            |                                                         | Încărcați imagine | Raportați eroare |
| 179418.03.02 (Cod LMI: IF-I-m-B-15206.07)  | Situl arheologic de la Măgurele-pe malul drept al Ciorogârlei / ansamblu anonim (Categorie: locuire civilă) (Tip: Așezare)                                                  | oraș Măgurele                           | pe malul drept al Ciorogârlei   | geto-dacică                                        |            |                                                         | Încărcați imagine | Raportați eroare |
| 179418.03.03 (Cod LMI: IF-I-m-B-15206.06)  | Situl arheologic de la Măgurele-pe malul drept al Ciorogârlei / ansamblu anonim (Categorie: locuire civilă) (Tip: Așezare)                                                  | oraș Măgurele                           | pe malul drept al Ciorogârlei   | sec. II - IV                                       |            |                                                         | Încărcați imagine | Raportați eroare |
| 179418.03.04 (Cod LMI: IF-I-m-B-15206.05)  | Situl arheologic de la Măgurele-pe malul drept al Ciorogârlei / ansamblu anonim (Categorie: locuire civilă) (Tip: Așezare)                                                  | oraș Măgurele                           | pe malul drept al Ciorogârlei   | sec. VI - VII                                      |            |                                                         | Încărcați imagine | Raportați eroare |
| 179418.03.05 (Cod LMI: IF-I-m-B-15206.04)  | Situl arheologic de la Măgurele-pe malul drept al Ciorogârlei / ansamblu anonim (Categorie: locuire civilă) (Tip: Așezare)                                                  | oraș Măgurele                           | pe malul drept al Ciorogârlei   | sec.IX-X                                           |            |                                                         | Încărcați imagine | Raportați eroare |
| 179418.03.06 (Cod LMI: IF-I-m-B-15206.03)  | Situl arheologic de la Măgurele-pe malul drept al Ciorogârlei / ansamblu anonim (Categorie: locuire civilă) (Tip: Așezare)                                                  | oraș Măgurele                           | pe malul drept al Ciorogârlei   | sec.XIV-XVI                                        |            |                                                         | Încărcați imagine | Raportați eroare |
| 179418.0307 (Cod LMI: IF-I-m-B-15206.02)   | Situl arheologic de la Măgurele-pe malul drept al Ciorogârlei / ansamblu anonim (Categorie: locuire civilă) (Tip: necropola)                                                | oraș Măgurele                           | pe malul drept al Ciorogârlei   | sec.XV-XVI                                         |            |                                                         | Încărcați imagine | Raportați eroare |
| 179418.03.08 (Cod LMI: IF-I-m-B-15206.01)  | Situl arheologic de la Măgurele-pe malul drept al Ciorogârlei / ansamblu Ruine fundații Mănănăstirea Grindure (Categorie: locuire civilă) (Tip: biserică)                   | oraș Măgurele                           | pe malul drept al Ciorogârlei   | sec.XV-XVI                                         |            |                                                         | Încărcați imagine | Raportați eroare |
| 179418.01.01 (Cod LMI: IF-I-m-B-15251.05)  | Situl arheologic de la Măgurele (Nefliu) - "Grajdurile fostului CAP Vârteju" / ansamblu anonim (Categorie: locuire civilă) (Tip: Așezare)                                   | oraș Măgurele                           | Grajdurile fostului CAP Vârteju |                                                    |            |                                                         | Încărcați imagine | Raportați eroare |
| 179418.01.02 (Cod LMI: IF-I-m-B-15251.04)  | Situl arheologic de la Măgurele (Nefliu) - "Grajdurile fostului CAP Vârteju" / ansamblu anonim (Categorie: locuire civilă) (Tip: Așezare)                                   | oraș Măgurele                           | Grajdurile fostului CAP Vârteju | sec.II-IV                                          |            |                                                         | Încărcați imagine | Raportați eroare |
| 179418.01.03 (Cod LMI: IF-I-m-B-15251.03)  | Situl arheologic de la Măgurele (Nefliu) - "Grajdurile fostului CAP Vârteju" / ansamblu anonim (Categorie: locuire civilă) (Tip: Așezare)                                   | oraș Măgurele                           | Grajdurile fostului CAP Vârteju | sec. IX - XI                                       |            |                                                         | Încărcați imagine | Raportați eroare |
| 179418.01.04 (Cod LMI: IF-I-m-B-15251.02)  | Situl arheologic de la Măgurele (Nefliu) - "Grajdurile fostului CAP Vârteju" / ansamblu anonim (Categorie: locuire civilă) (Tip: Așezare)                                   | oraș Măgurele                           | Grajdurile fostului CAP Vârteju | sec.XIV-XIX                                        |            |                                                         | Încărcați imagine | Raportați eroare |
| 179418.01.05 (Cod LMI: IF-I-m-B-15251.01)  | Situl arheologic de la Măgurele (Nefliu) - "Grajdurile fostului CAP Vârteju" / ansamblu anonim (Categorie: locuire civilă) (Tip: Așezare)                                   | oraș Măgurele                           | Grajdurile fostului CAP Vârteju | sec.XVII-XVIII                                     |            |                                                         | Încărcați imagine | Raportați eroare |
| 179418.02.01                               | Așezarea medievală de la Măgurele / ansamblu anonim (Categorie: locuire civilă) (Tip: Așezare)                                                                              | oraș Măgurele                           |                                 | sec. IX - XI                                       |            |                                                         | Încărcați imagine | Raportați eroare |
| 179418.02.02                               | Așezarea medievală de la Măgurele / ansamblu anonim (Categorie: locuire civilă) (Tip: Așezare)                                                                              | oraș Măgurele                           |                                 | sec. XVII - XVIII                                  |            |                                                         | Încărcați imagine | Raportați eroare |
| 179472.01.01 (Cod LMI: IF-I-m-B-15212.01)  | Așezarea din epoca bronzului de la Mogoșoaia / ansamblu anonim (Categorie: locuire civilă) (Tip: Așezare)                                                                   | sat Mogoșoaia, comuna Mogoșoaia         |                                 |                                                    |            |                                                         | Încărcați imagine | Raportați eroare |
| 179472.02.01                               | Situl arheologic de la Mogoșoaia - "Livada cu meri" / ansamblu anonim (Categorie: locuire civilă) (Tip: Așezare)                                                            | sat Mogoșoaia, comuna Mogoșoaia         | Livada cu meri                  | geto-dacică                                        |            |                                                         | Încărcați imagine | Raportați eroare |
| 179472.02.02                               | Situl arheologic de la Mogoșoaia - "Livada cu meri" / ansamblu anonim (Categorie: locuire civilă) (Tip: Așezare)                                                            | sat Mogoșoaia, comuna Mogoșoaia         | Livada cu meri                  | sec. IX - XI                                       |            |                                                         | Încărcați imagine | Raportați eroare |
| 179472.02.03 (Cod LMI: IF-I-m-B-15213.02)  | Situl arheologic de la Mogoșoaia - "Livada cu meri" / ansamblu anonim (Categorie: locuire civilă) (Tip: Așezare)                                                            | sat Mogoșoaia, comuna Mogoșoaia         | Livada cu meri                  |                                                    |            |                                                         | Încărcați imagine | Raportați eroare |
| 179472.07.01                               | Așezarea postromană de la Mogoșoaia - "Ferma zootehnică de ovine" / ansamblu anonim (Categorie: locuire civilă) (Tip: Așezare)                                              | sat Mogoșoaia, comuna Mogoșoaia         | Ferma zootehnică de ovine       |                                                    |            |                                                         | Încărcați imagine | Raportați eroare |
| 179472.07.02                               | Așezarea postromană de la Mogoșoaia - "Ferma zootehnică de ovine" / ansamblu anonim (Categorie: locuire civilă) (Tip: Așezare)                                              | sat Mogoșoaia, comuna Mogoșoaia         | Ferma zootehnică de ovine       |                                                    |            |                                                         | Încărcați imagine | Raportați eroare |
| 179472.07.03                               | Așezarea postromană de la Mogoșoaia - "Ferma zootehnică de ovine" / ansamblu anonim (Categorie: locuire civilă) (Tip: Așezare)                                              | sat Mogoșoaia, comuna Mogoșoaia         | Ferma zootehnică de ovine       |                                                    |            |                                                         | Încărcați imagine | Raportați eroare |
| 179472.07.04                               | Așezarea postromană de la Mogoșoaia - "Ferma zootehnică de ovine" / ansamblu anonim (Categorie: locuire civilă) (Tip: Așezare)                                              | sat Mogoșoaia, comuna Mogoșoaia         | Ferma zootehnică de ovine       | sec. II-I a.Chr.                                   |            |                                                         | Încărcați imagine | Raportați eroare |
| 179472.04.01 (Cod LMI: IF-I-s-B-15215)     | Așezarea medievală de la Mogoșoaia - "Lunca" / ansamblu anonim (Categorie: locuire civilă) (Tip: Așezare)                                                                   | sat Mogoșoaia, comuna Mogoșoaia         | Lunca                           |                                                    |            |                                                         | Încărcați imagine | Raportați eroare |
| 104608.01.01                               | Așezarea Tei de la Măineasca / ansamblu anonim (Categorie: locuire civilă) (Tip: Așezare)                                                                                   | sat Măineasca, comuna Petrăchioaia      |                                 | Tei                                                |            | 44°34′07″N 26°20′06″E / 44.56861°N 26.335°E             | Încărcați imagine | Raportați eroare |
| 104608.03.01                               | Așezarea Latene de la Măineasca-Livadă / ansamblu anonim (Categorie: locuire civilă) (Tip: Așezare)                                                                         | sat Măineasca, comuna Petrăchioaia      | Livadă                          | geto-dacică sec. II - I a. Chr.                    |            |                                                         | Încărcați imagine | Raportați eroare |
| 179418.04.01 (Cod LMI: IF-II-m-B-15294.02) | Biserica "Sf. Împărați Constantin și Elena" de la Măgurele / ansamblu Biserica "Sf. Împărați Constantin și Elena" (Categorie: structură de cult/religioasă) (Tip: Biserică) | oraș Măgurele                           | str. Milcov 2                   | sec. XVIII, refaceri 1853                          |            |                                                         | Încărcați imagine | Raportați eroare |
| 179472.05.01 (Cod LMI: IF-II-a-A-15298)    | Palatul Brâncovenesc de la Mogoșoaia / ansamblu Palatul Brâncovenesc (Categorie: construcție) (Tip: Palat)                                                                  | sat Mogoșoaia, comuna Mogoșoaia         | Valea Parcului 1                | 1702                                               |            | 44°31′40″N 25°59′36″E / 44.5276780556°N 25.9934538889°E | Încărcați imagine | Raportați eroare |
| 179472.05.01 (Cod LMI: IF-II-a-A-15298)    | Palatul Brâncovenesc de la Mogoșoaia / ansamblu Palatul Brâncovenesc / complex anonim (Categorie: construcție) (Tip: zid de incintă)                                        | sat Mogoșoaia, comuna Mogoșoaia         | Valea Parcului 1                | 1702                                               |            | 44°31′40″N 25°59′36″E / 44.5276780556°N 25.9934538889°E | Încărcați imagine | Raportați eroare |
| 179472.05.01 (Cod LMI: IF-II-a-A-15298)    | Palatul Brâncovenesc de la Mogoșoaia / ansamblu Palatul Brâncovenesc / complex anonim (Categorie: construcție) (Tip: cuhnie)                                                | sat Mogoșoaia, comuna Mogoșoaia         | Valea Parcului 1                | 1702                                               |            | 44°31′40″N 25°59′36″E / 44.5276780556°N 25.9934538889°E | Încărcați imagine | Raportați eroare |
| 179472.05.02 (Cod LMI: IF-II-a-A-15298)    | Palatul Brâncovenesc de la Mogoșoaia / ansamblu Biserica cu hramul "Sfântul Gheorghe" (Categorie: construcție) (Tip: Biserică)                                              | sat Mogoșoaia, comuna Mogoșoaia         | Valea Parcului 1                | 1688                                               |            | 44°31′40″N 25°59′36″E / 44.5276780556°N 25.9934538889°E | Încărcați imagine | Raportați eroare |
| 104608.05.01 (Cod LMI: IF-I-m-B-15209)     | Așezarea geto-dacică de la Măineasca / ansamblu anonim (Categorie: locuire civilă) (Tip: Așezare)                                                                           | sat Măineasca, comuna Petrăchioaia      |                                 | geto-dacică sec. II-I a.Chr.                       |            | 44°34′19″N 26°20′26″E / 44.57195°N 26.34056°E           | Încărcați imagine | Raportați eroare |
| 104608.02.01 (Cod LMI: IF-I-s-B-15208)     | Așezarea din epoca migrațiilor de la Măineasca / ansamblu anonim (Categorie: locuire civilă) (Tip: Așezare)                                                                 | sat Măineasca, comuna Petrăchioaia      |                                 | Sântana de Mureș - Cerneahov sec. al IV-lea p.Chr. | 1972       | 44°34′18″N 26°20′17″E / 44.57167°N 26.33805°E           | Încărcați imagine | Raportați eroare |
| 179374.03.01 (Cod LMI: IF-I-s-B-20262)     | Așezarea medievală de la Manolache / ansamblu anonim (Categorie: locuire) (Tip: Așezare)                                                                                    | sat Manolache, comuna Glina             |                                 |                                                    |            |                                                         | Încărcați imagine | Raportați eroare |
| 179472.06.01 (Cod LMI: IF-I-m-B-15211.01)  | Situl arheologic de le Mogoșoaia-Administrație fermă / ansamblu anonim (Categorie: locuire) (Tip: Așezare)                                                                  | sat Mogoșoaia, comuna Mogoșoaia         | Administrație fermă             | getică                                             |            |                                                         | Încărcați imagine | Raportați eroare |
| 179472.06.02 (Cod LMI: IF-I-m-B-15211.02)  | Situl arheologic de le Mogoșoaia-Administrație fermă / ansamblu anonim (Categorie: locuire) (Tip: Așezare)                                                                  | sat Mogoșoaia, comuna Mogoșoaia         | Administrație fermă             |                                                    |            |                                                         | Încărcați imagine | Raportați eroare |
| 179472.03.01 (Cod LMI: IF-I-s-A-15214)     | Situl arheologic de la Mogoșoaia-Chitila Fermă / ansamblu anonim (Categorie: locuire) (Tip: Așezare)                                                                        | sat Mogoșoaia, comuna Mogoșoaia         | Chitila Fermă                   | sec. XVII-XIX                                      |            |                                                         | Încărcați imagine | Raportați eroare |
| 179472.03.02 (Cod LMI: IF-I-s-A-15214)     | Situl arheologic de la Mogoșoaia-Chitila Fermă / ansamblu anonim (Categorie: locuire) (Tip: necropola)                                                                      | sat Mogoșoaia, comuna Mogoșoaia         | Chitila Fermă                   | sec. XVII-XIX                                      |            |                                                         | Încărcați imagine | Raportați eroare |
| 179472.03.03 (Cod LMI: IF-I-s-A-15214)     | Situl arheologic de la Mogoșoaia-Chitila Fermă / ansamblu anonim (Categorie: locuire) (Tip: Așezare)                                                                        | sat Mogoșoaia, comuna Mogoșoaia         | Chitila Fermă                   | sec. IX-XI                                         |            |                                                         | Încărcați imagine | Raportați eroare |
| 179472.03.04 (Cod LMI: IF-I-s-A-15214)     | Situl arheologic de la Mogoșoaia-Chitila Fermă / ansamblu anonim (Categorie: locuire) (Tip: Așezare)                                                                        | sat Mogoșoaia, comuna Mogoșoaia         | Chitila Fermă                   | sec. V-VI                                          |            |                                                         | Încărcați imagine | Raportați eroare |
| 179472.03.05 (Cod LMI: IF-I-s-A-15214)     | Situl arheologic de la Mogoșoaia-Chitila Fermă / ansamblu anonim (Categorie: locuire) (Tip: Așezare)                                                                        | sat Mogoșoaia, comuna Mogoșoaia         | Chitila Fermă                   | daco-romană sec. II-IV                             |            |                                                         | Încărcați imagine | Raportați eroare |
| 179472.03.06 (Cod LMI: IF-I-s-A-15214)     | Situl arheologic de la Mogoșoaia-Chitila Fermă / ansamblu anonim (Categorie: locuire) (Tip: Așezare)                                                                        | sat Mogoșoaia, comuna Mogoșoaia         | Chitila Fermă                   | getică                                             |            |                                                         | Încărcați imagine | Raportați eroare |
| 179472.03.07 (Cod LMI: IF-I-s-A-15214)     | Situl arheologic de la Mogoșoaia-Chitila Fermă / ansamblu anonim (Categorie: locuire) (Tip: Așezare)                                                                        | sat Mogoșoaia, comuna Mogoșoaia         | Chitila Fermă                   |                                                    |            |                                                         | Încărcați imagine | Raportați eroare |
| 179472.03.08 (Cod LMI: IF-I-s-A-15214)     | Situl arheologic de la Mogoșoaia-Chitila Fermă / ansamblu anonim (Categorie: locuire) (Tip: Așezare)                                                                        | sat Mogoșoaia, comuna Mogoșoaia         | Chitila Fermă                   | Tei - III-IV                                       |            |                                                         | Încărcați imagine | Raportați eroare |
| 179472.03.09 (Cod LMI: IF-I-s-A-15214)     | Situl arheologic de la Mogoșoaia-Chitila Fermă / ansamblu anonim (Categorie: locuire) (Tip: Tell)                                                                           | sat Mogoșoaia, comuna Mogoșoaia         | Chitila Fermă                   | Gumelnița                                          |            |                                                         | Încărcați imagine | Raportați eroare |
| 179472.03.10 (Cod LMI: IF-I-s-A-15214)     | Situl arheologic de la Mogoșoaia-Chitila Fermă / ansamblu anonim (Categorie: locuire) (Tip: Tell)                                                                           | sat Mogoșoaia, comuna Mogoșoaia         | Chitila Fermă                   | Boian                                              |            |                                                         | Încărcați imagine | Raportați eroare |
| 179418.05.01 (Cod LMI: IF-I-s-B-15253)     | Situl arheologic medieval de la Vârteju - "Biserică" / ansamblu anonim (Categorie: locuire) (Tip: Așezare)                                                                  | oraș Măgurele                           | Biserică                        | sec.XVIII-XIX                                      |            |                                                         | Încărcați imagine | Raportați eroare |
| 179418.05.02 (Cod LMI: IF-I-m-B-15253.02)  | Situl arheologic medieval de la Vârteju - "Biserică" / ansamblu anonim (Categorie: locuire) (Tip: Așezare)                                                                  | oraș Măgurele                           | Biserică                        | sec.XV-XVI                                         |            |                                                         | Încărcați imagine | Raportați eroare |